# 湖南湘涛足球俱乐部2012赛季
2012赛季的湖南湘涛队是中国足球甲级联赛的成员。2012赛季湖南湘涛队将主要参加中甲联赛和中国足协杯两大赛事，预备队也将参加中甲预备队联赛。

## 赛季介绍
2012年2月，球队来到上海进行拉练，其中进行了7场比赛（其中一场是预备队比赛），取得3胜4负的成绩，其中与拥有阿内尔卡的上海申花在申花康桥训练基地进行了一场比赛，最终比分为1比3。3月6日，中国著名足球杂志足球周刊在其第513期，对湖南湘涛及湖南足球做了专题报道，并对球队总经理李京蔓，球员董方卓，马丁内斯和艾克热木进行了采访。3月10日，湘涛与沈阳沈北的比赛，是球队易名以来的第100场国内正式比赛。前三轮，湘涛队取得了3连胜的开局。4月7日，在主场迎战北京八喜的比赛中，湘涛队的绝杀进球被当值主裁判胡雅东判定进球无效，对此球队和球迷均强烈不满和抗议，并引来了各大媒体的大讨论。4月21日，俱乐部与赞助商浏阳河酒业公司签订协议，球队易名为湖南浏阳河队，此举遭到了一部分球迷的强烈反对和抗议，认为这一行为违法了球队的历史，传统和文化，是对球队荣耀的背叛。6月28日，俱乐部在其官方网站发布《湖南湘涛足球队梯队招生简章》，对外招生组建U15，U12两大梯队，这使得球队首次拥有了自己的梯队和青少年培养系统。8月4日，球队将主场第20轮、22轮，24轮、26轮和28轮的比赛迁移到益阳奥林匹克体育中心举办。8月5日，俱乐部在其官方网站以及微博发布公告进行俱乐部领导层人事调动，原球队总经理李京蔓辞去职务，并决定成立华民湘涛足球公益基金，用于支持湖南湘涛以及湖南足球运动的发展。不过从那时起，球队陷入了持续的低迷，出现了8连败，10轮仅得2分的建队以来历史最差成绩，队内出现内斗危机，被称之为所谓“湘涛政商内斗”事件。9月1日，球队主场输给了德比对手武汉卓尔，冲超希望基本破灭，同时这也是球队本赛季在主场的首次失利。同时湘鄂两队球迷也发生了冲突，双方互有受伤和财产损失。9月8日，俱乐部在其官方网站发表公告，宣布“湖南湘涛足球俱乐部于2012年9月7日搬迁至新址办公，搬入位于长沙河西麓谷的新办公楼。公司办公地址将由原‘长沙市体育馆路36号省人民体育场内看台下116室’搬迁至‘中国湖南长沙国家级高新技术产业开发区桐梓坡西路348号科力远集团研发中心3楼309室’。”10月20日客场0比3输给重庆力帆之后，球员在教练员指挥下拒绝向远征客场的球迷谢场，引来球迷的不满并打出了“张旭滚蛋！浏阳河滚蛋！还我湘涛！”的横幅以示抗议。10月28日，湘涛队在中南大学体育场输给深圳红钻，宣告湘涛队最终以8连败的尴尬成绩结束了2012赛季，同时这场失利也使得持续了一个赛季之久的中南不败金身告破。最终，球队仅排名第11名。12月11日，俱乐部官方发布两份公告，宣布前申花队主帅，克罗地亚人拜塞克担任球队新任主帅，张旭负责梯队建设，不再负责湘涛一队工作，同时俱乐部还发布了《关于湘涛俱乐部杨帆先生的离职公告》的公告。31日，总经理金健辞去职务。同时，由于对球队未来丧失了信心，部分球员也选择转会和退役。

### 胡雅东事件
2012年4月7日下午，中甲第四轮湖南湘涛主场对阵北京八喜。下半场的比赛补时为4分钟，而截止第90分钟双方的比分仍然是1比1。第93分钟，湘涛队路姜主罚右路任意球，直接传给禁区外代钦华，代后跟一传，卡多索门前接应最后一脚，皮球应声入网。但主裁判胡雅东却被判定进球无效，并说比赛已经结束。对此判罚湘涛全队以及球迷非常不满，认为主裁判的举动是有意报复湘涛队，比赛结束后更是有近千名球迷围堵球员通道，高喊“还我三分”、“还我连胜”、“黑哨”等口号，声讨裁判的严重误判，并要求主裁判胡雅东出面解释并道歉，胡雅东不得不躲入客队休息室避难。为缓和球迷的抗议情绪，湖南湘涛足球俱乐部主席熊倪出面劝导球迷保持冷静。比赛监督李日新也与抗议的球迷对话，承诺将会把比赛情况给中国足协汇报，并说：“判罚对不对，自有公论。”赛后，球队投资方按球队连胜的标准为全队发放了10万元奖金。当晚，胡雅东迅速从所住酒店房间撤离，赶往北京。4月11日，中国足协公布了最终处罚结果：“主裁判胡雅东被内部停哨5场；湖南湘涛队医王兴权禁止进入替补席3场、罚款15000元；湖南中甲赛区被警告”，足协认为本次判罚确实不该，但只是“技术性错判”，不是人为因素。此举引来舆论一片哗然，一些激进的湖南球迷甚至在互联网上用湘方言“嬲”来表示对中国足协的处罚结果的不满。
对于最后一个判罚，大部分球迷仍然坚持认为裁判存在很大问题，某球迷分析称：“第一，比赛还没结束，补时4分钟，补的时间还不到3分钟；第二，当时任意球已经开出来了，是一次完整的进攻，而且是射门的那一瞬间，在世界足坛，任何裁判都不会在这种情况下吹比赛结束，尤其球员已经起脚，这种情况就算比赛时间到了，也会让进攻完成；第三，比赛结束的哨声应该是三声，但裁判只吹了一声。整个判罚没有任何道理啊，从来没有见过！”而另一位球迷更是表示：“怎么可以这么吹呢！裁判肯定有问题，而且不是水平问题。业余联赛的裁判水平都不会这么差。”在网络上，更是有球迷人肉搜索胡雅东的相关情况，找到了其电话号码对其进行骚扰；同时，还有部分球迷对胡雅东进行了诸多恶搞。
此次事件引来各路媒体对于“中国裁判员的业务水平问题”的高速关注，新浪体育，BTV体育频道和五星体育等国内知名媒体纷纷报道了事件，而湖南本土媒体也一改之前对湖南足球的漠视，大篇幅报道湘涛队比赛中的争议判罚，湖南经济电视台制作了专题《好球还是昏哨？！》的节目，而株洲晚报更是用了《这是世界足坛的耻辱》的标题来声讨裁判的判罚。4月12日，中央电视台体育频道《足球之夜》节目对事件进行了报道，主持人刘建宏在主持节目时表示认为主裁判胡雅东的判罚有待商榷，对湘涛俱乐部“不再纠结裁判问题，专心备战剩余比赛”的态度表示欣赏。

### “湘涛政商内争”事件
8月5日，在熊倪因远在伦敦督阵2012年奥运会不在湖南之际，湘涛俱乐部在其官方网站以及微博发布公告进行俱乐部领导层人事调动，原球队总经理李京蔓辞去职务（官方解释为因怀孕而请辞，也有人认为是主教练张旭和副总杨帆合伙挤走李京曼），并决定成立华民湘涛足球公益基金用于支持湖南湘涛以及湖南足球运动的发展。9月8日，俱乐部在其官方网站发表公告，宣布“湖南湘涛足球俱乐部于2012年9月7日搬迁至新址办公，搬入位于长沙河西麓谷的新办公楼。公司办公地址将由原‘长沙市体育馆路36号省人民体育场内看台下116室’搬迁至‘中国湖南长沙国家级高新技术产业开发区桐梓坡西路348号科力远集团研发中心3楼309室’。”但是奇怪的是从那时起，球队就陷入了持续的低迷，出现了8连败，10轮仅得2分的糟糕战绩，队内出现内斗危机。球员代钦华等在其新浪微博公开发表自己的愤怒情绪——9月30日的微博中代钦华写到：“慢慢的我才了解这一年我都在跟什么样的人工作，心真凉！说实在的你这样的生存方式肯定有自己的道理，可我要说你毁了别人对你的信任和一片净土！从身后诋毁了我什么我大致了解，我郑重的告诉你你在侮辱我的人格。这样的人这样的环境我无需留恋，也不会去解释。”，而在10月6日的微博中更是将矛头直指队内某些管理层领导：“不知道该说什么，这样混乱的局面大家都有责任。掌舵人应该是大气的人，应该是有气场的人，应该是一眼看出问题所在的人，对照一下自己作为湖南足球的拓荒者你做了什么？又带来了什么？”面对危机，俱乐部副总杨帆在其10月2日的微博中表示“节后，张旭和我会召开一个球迷和媒体的通气会 ，坦白交代和诚恳道歉目前的状况。”10月6日，湘涛对阵广东日之泉的比赛，代钦华等球员没有进入大名单，而球队更是在一球领先的情况下被对手连进3球失利，志在冲超的湘涛球迷接受不了球队从第二名下跌到第八名的事实，愤怒的喊出了“张旭滚蛋！还我湘涛！”的呼声，甚至有球迷在湘涛俱乐部的球队大巴车上写上了“张旭下课！”的标语表示愤怒，球迷们认为无论湘涛队内部问题情况如何复杂，都不应当以牺牲球队成绩作为代价，伤害球迷的感情。当日赛后据坊间传闻，还曾发生小规模的球迷冲突致使部分球迷受伤，被认为是俱乐部为吓唬持不同观点的球迷而请人对抗议者施暴，被称为“‘10.6’球迷冲突事件”。面对球迷日益高涨的质疑，10月11日，张旭接受媒体采访称出现问题的原因在于“还是球队整体实力问题。”认为现在球队所存在的主要问题在于球队年龄结构不合理，并称“球队近期成绩差，主要责任在我，说明在训练管理、技战术安排上存在问题。”同时俱乐部副总杨帆表示明年俱乐部将加大投入，并将重点建设U15、U13两大青少年梯队。13号，俱乐部召集一部分在益阳召开了标题为“友善、理性、平和地共建湘涛美好明天”的球迷通气会，张旭向球迷道歉并解释了球队技战术问题，总经理金健称明年的主场仍将放在长沙，少部分比赛放在益阳。不过过程中杨帆的一句“网上也有人说成绩不好不来看了，他们爱看不看，不看也卵。”的话却引来球迷一阵骂声，杨帆因此调整了自己的新浪微博留言权限，不准自己未关注的网友回复任何信息，23号晚上更是更新微博称“因为个人原因，微博暂时停用。谢谢大家关心，有事电联”。同时，针对俱乐部承诺的将重点建设U15、U13两大青少年梯队建设之事，有人在贴吧中爆料“从目前来看俱乐部管理混乱，领导责任心不强。梯队建队都快一个月了，训练装备到现在都没有到位。”称球队对梯队建设实际上并不重视，连青少年球员的吃饭都存在较大的问题。面对质疑，湘涛俱乐部官方微博援引领队宋毅的原话说“首先，10月16日服装装备就会落实到位。再来，基地现未建成，为了不让小队员成绩落下，我们选择在朝阳国际学习和训练。草皮在让其尽量平整，但长好需一定时间；伙食增加了牛奶和鸡蛋来补身体。过渡时期，希望小队员们能和俱乐部一起克服困难，等到基地建成，条件能保证在全国名列前茅。”而杨帆更是辟谣称：“今日到益阳与青训负责人宋毅沟通，所谓剩饭剩菜纯属捏造。小球员饭点相对较晚，所以学校食堂把饭菜单独留出来。谣言止于智者，签约青训球员是我涛的资产，我们再烂也不至于把自己的本钱打水漂玩吧？”10月20日客场0比3输给重庆力帆之后，球员在教练员指挥下拒绝向远征客场的球迷谢场，惹来球迷强烈抗议，远征的球迷更是打出了“张旭滚蛋！浏阳河滚蛋！还我湘涛！”的手绘横幅（该横幅在28日再一次展示出来，后被长沙警察没收）。对此有人在微博中批评道：“年初大家提出了球员谢场赛后问题。上周通气会我重申此问题。主教练张旭将责任揽入怀中，说是自己没有对这方面做出要求，以后会严格要求。杨总也说这点很重要，以后要改进，做好。可是，距离通气会仅过去一周。今天竟然有某位教练公然挥手示意球员不去谢场！！希望俱乐部有说法！！对于该教练做出处理！”对此杨帆在微博回应称：“球迷打出了很不和谐的标语，所以，接下来发生了一些事情，很遗憾很抱歉……”另据坊间传闻，俱乐部高层某位领导对球迷的抗议大为不满，称“不知道那些球迷在网上骂来骂去有啥意义，球队打得好不好你操什么心，自己到底不还是屌丝？还大老远跑到客场举着横幅。球队成绩投资方赞助商操心就够了”。22日凌晨，百度湖南湘涛贴吧发布题目为《FUCK！》的吧刊，公开宣泄对俱乐部的强烈不满。24日，俱乐部在官网发布通知，称因为“国内重大政治会议”召开在即，为确保28日的比赛稳定举行，不出现“意外情况”，规定“应公安机关要求，本次球票凭借身份证领取。球票将继续免费发送给球迷，欢迎球迷凭借自己身份证件前来领取。各大球迷协会请统计好球迷姓名、身份证号和人数后，前来俱乐部领取球票，每人一张。”被球迷戏称“实名制球票”。同时，坊间也出现了球队欠薪严重，球队纪律散漫的传闻。10月28日，湘涛队在中南大学体育场输给深圳红钻，宣告湘涛队最终以8连败的尴尬成绩结束了2012赛季，同时这场失利也使得持续了一个赛季之久的中南不败金身告破。球迷也在看台上打出了各种讽刺俱乐部以及俱乐部管理层的横幅，标语，以示愤怒和无奈。12月11日，俱乐部突然宣布更换主帅，张旭不再负责湘涛一队工作，同日还发布了《关于湘涛俱乐部杨帆先生的离职公告》一文宣布杨帆下课，有人分析认为，这表明了俱乐部高层内部权力斗争又出现了新的局面。
对于这次事件的突然发生，有人分析是湘涛俱乐部内部利益斗争激化所导致的结果，熊倪所代表的政治足球与华民湘涛足球公益基金所代表的商业足球，关于湖南湘涛俱乐部如何发展的问题的分歧日益尖锐，甚至出现了不惜牺牲球队成绩的代价的情况，因而有人认为李京曼的微博签名“坚持做直线条的人，告诫那些为了一己私利习惯栽赃嫁祸的人，心机算尽最终必有恶报。”是隐射湘涛俱乐部内部有“小人”夺权，搞坏湘涛队的成绩。在百度湖南湘涛贴吧有帖子分析称：“熊倪是理想主义者，是湖南足球的拓荒者，致力于完成湖南足球本土化。弱点是具有体育局的政治背景，行政手段过多，安排家属亲信管理球队，运营不正规。而华民湘涛足球公益基金方面的想法是是打造一个正规化的商业足球俱乐部，改造现在的湘涛俱乐部。弱点是具有足球历史污点，并未能与球员搞好关系。”也有人认为虽然现在球队成绩不佳，但却欢迎俱乐部现在的内部改革，认为只要改革贯彻到底，球队就能回到巅峰的状态，并呼吁球迷们给予科力远、浏阳河酒等球队赞助商更大的宽容与理解；还有人认为队内并无矛盾，出现问题是冲超竞争对手使用某些不光彩的手段黑掉湘涛，使之失去冲超机会。
事件也引起了媒体的高度关注。《株洲晚报》于2012年10月29日率先刊登了《神一样的开局，神经病一样的结尾》的报道。《潇湘晨报》在10月31日刊登了《8连败收官，湘涛啥都不想说？》。在中国足坛有一定影响力的《足球》报也于11月1日整版刊登了《湘涛惨案调查：甩出熊倪，带来大溃败？》的专题报道。

#### “10.6”球迷冲突事件
据坊间传闻，10月6日湘涛对阵广东日之泉的比赛，球队在一球领先的情况下被对手连进3球失利，志在冲超的湘涛球迷接受不了事实，愤怒的喊出了“张旭下课！还我湘涛！”的呼声，甚至有球迷在湘涛俱乐部的球队大巴车上写上了“张旭下课！”的标语表示愤怒。不过就在之后却发生了意外情况。在比赛中，有位“跟俱乐部关系不错的摄影球迷”突然跑到喊“张旭下课”的球迷看台下，对看台上的球迷进行拍照，引来球迷的责骂声。比赛结束后，球迷们来到球员大巴通道区域鼓励球员，并等待张旭现身讨要说法。就在这时，一群由摄影人员带领着的身份不明的人（据目击者称这些人平时根本没有出现过在湘涛球迷的看台上）突然出现到球员大巴通道区域，以球迷对摄影人员进行了“带侮辱性的辱骂”为借口，对在球员大巴通道区域的球迷施暴，包括打伤一位老球迷。部分球员立即从车上下来劝架，事态不到两分钟就被很快的平息下来。有围观者称就在此时湘涛俱乐部管理层领导金健、杨帆等人正好一齐从内场来到事发区域，并未出面制止事态，而是在一旁围观。还有人说看到张旭从体育场入口的拐角处看到了球迷冲突的情况，称其只是“略带笑意的走回了体育场内”。事后，发生冲突的当事人双方进行了协商，并最终以“一场误会”为名结束了这次事件，被施暴一方的球迷也未再就这件事情与另一方进行纠结。不过在网络上，针对湘涛俱乐部以及俱乐部领导的批评却并没有中断。
有人称这次冲突仅仅是一次误会，原因是湖南湘涛球迷圈内部之间长期以来缺乏交流沟通和相互了解，造成了双方矛盾的出现。还有一些人认为本次事件是由俱乐部一手策划和主演，目的在于报复和打压长期以来反对俱乐部的“持不同观点的球迷”以达到使其闭嘴的目的，同时协助自己扶持的官方球迷会，打压其他民间组织。

## 球员

### 阵容
| 号码  | 国籍     | 球员名字                    | 出生日期       | 身高  | 体重  | 籍贯  | 加盟赛季 | 前属球队     |
| 门 将 | 门 将    | 门 将                       | 门 将          | 门 将 | 门 将 | 门 将 | 门 将    | 门 将        |
| ----- | -------- | --------------------------- | -------------- | ----- | ----- | ----- | -------- | ------------ |
| 1     | 中国     | 李实（Li Shi）              | 1985年9月17日  | 187CM | 80KG  | 湖南  | 2005     | 湖南湘军二队 |
| 17    | 中国     | 王昊一（Wang Haoyi）        | 1985年5月5日   | 188CM | 87KG  | 辽宁  | 2012     | 成都谢菲联   |
| 25    | 中国     | 穆旭（Mu Xu）               | 1987年3月6日   | 183CM | 75KG  | 北京  | 2009     | 天津火车头   |
| 后 卫 |          |                             |                |       |       |       |          |              |
| 2     | 中国     | 王钰洋（Wang Yuyang）       | 1991年8月30日  | 189CM | 83KG  | 江苏  | 2011     | 江苏舜天     |
| 3     | 中国     | 李欣（Li Xin）              | 1987年1月4日   | 185CM | 77KG  | 湖北  | 2010     | 武汉光谷     |
| 4     | 中国     | 曹驩（Cao Huan）            | 1983年11月25日 | 175CM | 75KG  | 上海  | 2011     | 陕西宝荣     |
| 5     | 中国     | 刘玉圣（Liu Yusheng）       | 1990年9月30日  | 183CM | 72KG  | 辽宁  | 2010     | 大连实德     |
| 12    | 洪都拉斯 | 恩里克斯（Astor Henríquez） | 1983年2月26日  | 173CM | 63KG  |       | 2012     | 马拉松       |
| 15    | 洪都拉斯 | 诺拉雷斯（Erick Norales）   | 1985年2月11日  | 180CM | 85KG  |       | 2012     | 马拉松       |
| 18    | 中国     | 陈真（Chen Zhen）           | 1985年2月2日   | 170CM | 70KG  | 贵州  | 2005     | 湖南湘军二队 |
| 23    | 中国     | 孔涛（Kong Tao）            | 1988年3月8日   | 177CM | 67KG  | 山东  | 2008     |              |
| 26    | 中国     | 孙国梁（Sun Guoliang）      | 1991年2月6日   | 183CM | 76KG  | 山东  | 2012     | 广州富力     |
| 27    | 中国     | 赵威（Zhao Wei）            | 1985年1月23日  | 188CM | 77KG  | 天津  | 2011     | 广东日之泉   |
| 31    | 中国     | 彭景（Peng Jing）           | 1989年7月25日  | 185CM | 77KG  | 湖北  | 2010     |              |
| 34    | 中国     | 杨惠康（Yang Huikang）      | 1991年1月9日   | 180CM | 70KG  | 湖北  | 2010     | 上海申花     |
| 中 场 |          |                             |                |       |       |       |          |              |
| 6     | 中国     | 杨宝明（Yang Baoming）      | 1984年6月5日   | 184CM | 83KG  | 辽宁  | 2009     |              |
| 7     | 中国     | 王庆（Wang Qing）           | 1985年11月7日  | 185CM | 77KG  | 陕西  | 2007     | 厦门蓝狮     |
| 8     | 中国     | 路姜（Lu Jiang）            | 1981年6月30日  | 181CM | 73KG  | 北京  | 2012     | 北京国安     |
| 14    | 中国     | 白岳轩（Bai Yuexuan）       | 1989年4月14日  | 180CM | 73KG  | 天津  | 2012     | 天津泰达     |
| 16    | 中国     | 谢维超（Xie Weichao）       | 1989年7月16日  | 170CM | 65KG  | 辽宁  | 2011     | 长沙金德     |
| 19    | 洪都拉斯 | 马丁内斯（Emil Martínez）   | 1982年9月9日   | 172CM | 70KG  |       | 2012     | 马拉松       |
| 20    | 中国     | 王琛（Wang Chen）           | 1984年4月20日  | 176CM | 70KG  | 湖南  | 2005     | 湖南湘军二队 |
| 24    | 中国     | 王立春（Wang Lichun）       | 1987年2月4日   | 176CM | 71KG  | 吉林  | 2012     | 贵州智诚     |
| 28    | 中国     | 代钦华（Dai Qinhua）        | 1985年9月7日   | 173CM | 63KG  | 辽宁  | 2010     | 长沙金德     |
| 30    | 中国     | 刘帅（Liu Shuai）           | 1990年7月30日  | 182CM | 74KG  | 北京  | 2009     | 杭州绿城     |
| 前 锋 |          |                             |                |       |       |       |          |              |
| 9     | 乌拉圭   | 卡多索（Claudio Cardozo）   | 1983年4月24日  | 181CM | 74KG  |       | 2012     | 马拉松       |
| 10    | 中国     | 艾克热木（Akram）           | 1986年8月6日   | 186CM | 80KG  | 新疆  | 2009     | 新疆体彩     |
| 11    | 中国     | 董方卓（Dong Fangzhuo）     | 1985年1月23日  | 183CM | 75KG  | 辽宁  | 2012     | 米卡         |
| 29    | 中国     | 刘鑫瑜（Liu Xingyu）        | 1991年11月17日 | 183CM | 70KG  | 河北  | 2012     | 河北中基     |
| 33    | 中国     | 程鹏（Cheng Peng）          | 1987年3月16日  | 185CM | 80KG  | 大连  | 2011     | 杭州绿城     |

### 教练组
| 姓名   | 职务       | 国籍 | 生日 | 籍贯 | 加盟赛季 | 前执教球队 |
| ------ | ---------- | ---- | ---- | ---- | -------- | ---------- |
| 张旭   | 主教练     | 中国 |      | 北京 | 2010年   | 北京宏登   |
| 谢刚   | 助理教练   | 中国 |      | 湖南 | 2012年   |            |
| 涂权新 | 助理教练   | 中国 |      | 湖南 | 2007年   |            |
| 黄成   | 体能教练   | 中国 |      | 湖南 | 2007年   |            |
| 杨贵东 | 守门员教练 | 中国 |      | 云南 | 2012年   | 上海东亚   |
| 宋毅   | 领队       | 中国 |      | 湖南 | 2007年   |            |
| 邓锟   | 队医       | 中国 |      | 湖南 | 2007年   |            |
| 王兴权 | 队医       | 中国 |      |      | 2011年   |            |
| 韩兆峰 | 翻译       | 中国 |      | 陕西 | 2010年   |            |

### 球员转会

#### 加盟球员
| 号码                 | 国籍                 | 球员名字                    | 位置                 | 出生日期             | 加盟年份             | 之前效力             | 身价                           |
| 2011至2012年冬季转会 | 2011至2012年冬季转会 | 2011至2012年冬季转会        | 2011至2012年冬季转会 | 2011至2012年冬季转会 | 2011至2012年冬季转会 | 2011至2012年冬季转会 | 2011至2012年冬季转会           |
| -------------------- | -------------------- | --------------------------- | -------------------- | -------------------- | -------------------- | -------------------- | ------------------------------ |
| 4                    | 中国                 | 曹驩（Cao Huan）            | 后卫                 | 1983年11月25日       | 2012年               | 贵州人和             | 自由转会                       |
| 8                    | 中国                 | 路姜（Lu Jiang）            | 中场                 | 1981年6月30日        | 2012年               | 北京国安             | 自由转会（页面存档备份，存于） |
| 9                    | 乌拉圭               | 卡多索（Claudio Cardozo）   | 前锋                 | 1983年4月24日        | 2012年               | 马拉松               | 自由转会（页面存档备份，存于） |
| 11                   | 中国                 | 董方卓（Dong Fangzhuo）     | 前锋                 | 1985年1月23日        | 2012年               | 米卡                 | 自由转会（页面存档备份，存于） |
| 12                   | 洪都拉斯             | 诺拉雷斯（Erick Norales）   | 后卫                 | 1985年2月11日        | 2012年               | 马拉松               | 自由转会                       |
| 14                   | 中国                 | 白岳轩（Bai Yuexuan）       | 后卫                 | 1989年4月14日        | 2012年               | 天津泰达             | 租借（页面存档备份，存于）     |
| 15                   | 洪都拉斯             | 恩里克斯（Astor Henríquez） | 中场                 | 1983年2月26日        | 2012年               | 马拉松               | 自由转会                       |
| 17                   | 中国                 | 王昊一（Wang Haoyi）        | 门将                 | 1985年5月5日         | 2012年               | 成都谢菲联           | 自由转会                       |
| 19                   | 洪都拉斯             | 马丁内斯（Emil Martínez）   | 前腰                 | 1982年9月9日         | 2012年               | 马拉松               | 自由转会                       |
| 24                   | 中国                 | 王立春（Wang Lichun）       | 中场                 | 1987年2月4日         | 2012年               | 贵州智诚             | 自由转会                       |
| 26                   | 中国                 | 孙国梁（Sun Guoliang）      | 后卫                 | 1991年2月6日         | 2012年               | 广州富力             |                                |
| 29                   | 中国                 | 刘鑫瑜（Liu Xinyu）         | 前锋                 | 1991年11月17日       | 2012年               | 河北中基             |                                |
| 2012年夏季转会       |                      |                             |                      |                      |                      |                      |                                |
| 无                   |                      |                             |                      |                      |                      |                      |                                |

- 2011赛季曹驩是以租借方式加盟湘涛，此次转会为正式转会。

#### 离队球员
| 号码                 | 国籍                 | 球员名字                     | 位置                 | 出生日期             | 加盟年份             | 转会球队             | 身价                 |
| 2011至2012年冬季转会 | 2011至2012年冬季转会 | 2011至2012年冬季转会         | 2011至2012年冬季转会 | 2011至2012年冬季转会 | 2011至2012年冬季转会 | 2011至2012年冬季转会 | 2011至2012年冬季转会 |
| -------------------- | -------------------- | ---------------------------- | -------------------- | -------------------- | -------------------- | -------------------- | -------------------- |
| 1                    | 中国                 | 李剑坤（Li Jiankun）         | 门将                 | 1985年9月14日        | 2010年               | 预备队               |                      |
| 2                    | 巴西                 | 威廉（William Daniel）       | 后卫                 | 1986年3月21日        | 2011年               | 成都谢菲联           |                      |
| 4                    | 中国                 | 曹驩（Cao Huan）             | 后卫                 | 1983年11月25日       | 2012年               | 贵州人和             | 租借期满             |
| 8                    | 中国                 | 徐德恩（Xu Deen）            | 中场                 | 1987年1月1日         | 2011                 |                      |                      |
| 9                    | 中国                 | 刘博（Liu Bo）               | 后卫                 | 1985年7月27日        | 2010                 | 湖北华凯尔           |                      |
| 10                   | 洪都拉斯             | 帕拉西奥斯（Jerry Palacios） | 前腰                 | 1981年11月1日        | 2011年               | 马拉松               | 自由转会             |
| 11                   | 洪都拉斯             | 布朗（Mitchel Brown）        | 前腰                 | 1981年7月16日        | 2010年               | 马拉松               | 自由转会             |
| 12                   | 中国                 | 李杨（Li Yang）              | 中场                 | 1989年5月16日        | 2010年               | 江西联盛             |                      |
| 14                   | 中国                 | 胡皓（Hu Hao）               | 中场                 | 1987年4月18日        | 2007年               | 湖北华凯尔           |                      |
| 17                   | 中国                 | 葛盛祥（Ge Shengxiang）      | 中场                 | 1986年3月28日        | 2007年               | 昆明锐龙             |                      |
| 18                   | 中国                 | 赵明鑫（Zhao Mingxin）       | 中场                 | 1982年9月4日         | 2010年               | 退役                 |                      |
| 19                   | 洪都拉斯             | 贝阿塔（Mario Beata）        | 中场                 | 1974年10月17日       | 2010年               | 马拉松               |                      |
| 22                   | 中国                 | 董建宏（Dong Jianhong）      | 门将                 | 1991年9月10日        | 2010                 | 青海森科             | 租借                 |
| 33                   | 中国                 | 李涛宇（Li Taoyu）           | 后卫                 | 1987年7月12日        | 2011                 | 陕西大秦             |                      |
| 35                   | 中国                 | 王恒涛（Wang Hengtao）       | 后卫                 |                      |                      |                      |                      |
| 40                   | 中国                 | 李海泳（Li Haiyong）         | 后卫                 | 1987年8月2日         | 2010年               | 预备队               |                      |
| 2012年夏季转会       |                      |                              |                      |                      |                      |                      |                      |
| 无                   |                      |                              |                      |                      |                      |                      |                      |

## 2012赛季比赛

### 热身赛
- 2011年12月29日星期四，云南省昆明市海埂体育训练基地。湖南湘涛2-0河北中基（中乙）。[15]
- 2011年12月31日星期六，云南省昆明市海埂体育训练基地。湖南湘涛1-2北京八喜（中甲）。[16]
- 2012年1月2日星期一，云南省昆明市海埂体育训练基地。湖南湘涛0-0河北中基（中乙）。[17]
- 2012年1月3日星期二，云南省昆明市海埂体育训练基地。湖南湘涛1-1昆明锐隆（中乙）。
- 2012年1月7日星期六，云南省昆明市海埂体育训练基地。湖南湘涛1-1长春亚泰（中超）。[18]
- 2012年1月10日星期二，云南省昆明市海埂体育训练基地。湖南湘涛0-3河南建业（中超）。[19]
- 2012年1月10日星期二，云南省昆明市海埂体育训练基地。湖南湘涛2-2广州富力（中超）。[20]
- 2012年1月12日星期四，云南省昆明市海埂体育训练基地。湖南湘涛2-1天津松江（中甲）。[21]
- 2012年1月14日星期六，云南省昆明市海埂体育训练基地。湖南湘涛4-2天津泰达（中超）。
- 2012年2月8日星期三，上海市上海浦东世纪公园足球场。湖南湘涛1-3贵州人和（中超）。
- 2012年2月11日星期六，上海市东方绿舟体育训练基地足球场。湖南湘涛1-3上海中邦（中乙）。
- 2012年2月15日星期三，上海市东方绿舟体育训练基地足球场。湖南湘涛3-1上海中邦（中乙）。
- 2012年2月18日星期六，上海市东方绿舟体育训练基地足球场。湖南湘涛2-1上海申鑫（中超）。
- 2012年2月18日星期六，上海市东方绿舟体育训练基地足球场。湖南湘涛（预备队）4-2上海申鑫（预备队）（中超）。
- 2012年2月22日星期三，上海市上海申花康桥训练基地。湖南湘涛1-3上海申花（中超）。[22]
- 2012年2月22日星期三，上海市东方绿舟体育训练基地足球场。湖南湘涛0-1上海申鑫（中超）。
- 2012年3月4日星期日上午，湖南省长沙市省人民体育中心。湖南湘涛2-0湖北华凯尔（中乙）。
- 2012年3月4日星期日下午，湖南省长沙市省人民体育中心。湖南湘涛1-0湖北华凯尔（中乙）。[23]
- 2012年3月10日星期六上午，湖南省长沙市省人民体育中心。湖南湘涛3-0湖北华凯尔（中乙）。
- 2012年3月10日星期六下午，湖南省长沙市中南大学体育场。湖南湘涛1-1湖北华凯尔（中乙）。[24]
- 2012年3月26日星期一，湖南省长沙市省人民体育中心。湖南湘涛1-0延边长白虎（中甲）。

### 2012年中国足球甲级联赛
- 2012年的中甲联赛将于2012年3月17日开幕，10月28日闭幕。[25]赛程于2月6日晚公布，分30轮举行。[26]

#### 前半赛季
| 3月17日 第1轮 | 湖南湘涛 | 1-0 | 沈阳沈北 | 长沙                                  |
| 15:00         | 路姜 25' |     |          | 場館： 中南大学体育场 入場人數： 5000 |

| 3月24日 第2轮 | 湖南湘涛                            | 3-1 | 延边长白虎   | 长沙                                  |
| 15:00         | 董方卓 9' · 马丁内斯 34' · 王琛 90' |     | 41' 库里巴利 | 場館： 中南大学体育场 入場人數： 3325 |

| 3月31日 第3轮 | 湖南湘涛               | 2-1 | 福建骏豪        | 长沙                                  |
| 15:00         | 马丁内斯 9' · 路姜 36' |     | 85'（点球）金尼 | 場館： 中南大学体育场 入場人數： 3780 |

| 4月7日 第4轮 | 湖南湘涛     | 1-1 | 北京八喜 | 长沙                                  |
| 15:00        | 马丁内斯 55' |     | 16' 赵钧 | 場館： 中南大学体育场 入場人數： 6000 |

| 4月14日 第5轮 | 上海东亚                      | 2-0 | 湖南湘涛 | 上海              |
| 15:30         | 王燊超 49' · 武磊 78（点球）' |     |          | 場館： 上海体育场 |

| 4月21日 第6轮 | 湖南湘涛 | 0-0 | 天津松江 | 长沙                  |
| 15:00         |          |     |          | 場館： 中南大学体育场 |

| 4月29日 第7轮 | 重庆FC | 0-2 | 湖南湘涛                  | 重庆                                        |
| 15:00         |        |     | 45' 卡多索 · 82' 马丁内斯 | 場館： 重庆奥林匹克体育中心 入場人數： 4500 |

| 5月5日 第8轮 | 湖南湘涛 | 0-0 | 呼和浩特东进 | 沈阳                  |
| 15:00        |          |     |              | 場館： 中南大学体育场 |

| 5月12日 第9轮 | 武汉卓尔             | 2-1 | 湖南湘涛           | 武汉                    |
| 15:30         | 维森特 2' · 梅方 92' |     | 68'（乌龙球） 李钢 | 場館： 武汉新华路体育场 |

| 5月19日 第10轮 | 湖南湘涛                          | 2-1 | 哈尔滨毅腾   | 长沙                  |
| 15:00          | 董方卓 11' · 马丁内斯 61'（点球） |     | 46' 罗德瑞格 | 場館： 中南大学体育场 |

| 5月27日 第11轮 | 成都谢菲联 | 0-1 | 湖南湘涛   | 成都                  |
| 15:30          |            |     | 70' 董方卓 | 場館： 成都双流体育场 |

| 6月9日 第12轮 | 湖南湘涛   | 1-1 | 北京理工大学 | 长沙                  |
| 16:00         | 代钦华 18' |     | 6' 李匡伦    | 場館： 中南大学体育场 |

| 6月16日 第13轮 | 广东日之泉 | 1-2 | 湖南湘涛            | 广州                    |
| 16:00          | 史亮 80'   |     | 32' 刘帅 · 90' 王琛 | 場館： 广东省人民体育场 |

| 6月23日 第14轮 | 湖南湘涛                          | 2-1 | 重庆力帆     | 长沙              |
| 19:30          | 王立春 50' · 马丁内斯 52'（点球） |     | 30' 奥古斯托 | 場館： 东风体育场 |

| 6月30日 第15轮 | 深圳红钻                 | 1-1 | 湖南湘涛     | 深圳              |
| 19:30          | 进球者暂缺 45'（乌龙球） |     | 88' 马丁内斯 | 場館： 宝安体育场 |

#### 后半赛季
| 7月8日 第16轮 | 沈阳沈北              | 2-2 | 湖南湘涛                | 沈阳                      |
| 16:00         | 何塞 15'（点球）, 16' |     | 31' 董方卓 · 63' 谢维超 | 場館： 沈阳体育学院体育场 |

| 7月14日 第17轮 | 延边长白虎                      | 2-1 | 湖南湘涛     | 龙井                |
| 15:00          | 李民辉 27' · 博季奇 47'（点球） |     | 90' 艾克热木 | 場館： 海兰江体育场 |

| 7月21日 第18轮 | 福建骏豪   | 1-0 | 湖南湘涛 | 福州                        |
| 16:00          | 黄世博 50' |     |          | 場館： 福州奥林匹克体育中心 |

| 7月28日 第19轮 | 北京八喜 | 0-3 | 湖南湘涛                    | 北京                |
| 19:30          |          |     | 9' 路姜 · 17', 58' 艾克热木 | 場館： 石景山体育场 |

| 8月4日 第20轮 | 湖南湘涛                  | 2-1 | 上海东亚 | 益阳                        |
| 19:30         | 董方卓 63' · 诺拉雷斯 88' |     | 6' 武磊  | 場館： 益阳奥林匹克体育中心 |

| 8月11日 第21轮 | 天津松江 | 0-0 | 湖南湘涛 | 天津                  |
| 19:30          |          |     |          | 場館： 天津团泊足球场 |

| 8月18日 第22轮 | 湖南湘涛   | 1-1 | 重庆FC   | 益阳                        |
| 19:30          | 董方卓 62' |     | 61' 基伦 | 場館： 益阳奥林匹克体育中心 |

| 8月25日 第23轮 | 呼和浩特东进       | 1-0 | 湖南湘涛 | 呼和浩特                |
| 16:00          | 李吉勛 71'（点球） |     |          | 場館： 呼和浩特市体育场 |

| 9月1日 第24轮 | 湖南湘涛   | 1-2 | 武汉卓尔              | 益阳                        |
| 19:30         | 董方卓 74' |     | 72' 谭斯 · 76' 姚翰林 | 場館： 益阳奥林匹克体育中心 |

| 9月15日 第25轮 | 哈尔滨毅腾          | 2-1 | 湖南湘涛     | 哈尔滨                      |
| 15:00          | 卜鑫 48' · 许东 69' |     | 70' 马丁内斯 | 場館： 哈尔滨会展中心体育场 |

| 9月22日 第26轮 | 湖南湘涛 | 1-2 | 成都谢菲联            | 益阳                        |
| 19:30          | 程鹏 69' |     | 22' 约翰森 · 36' 奥托 | 場館： 益阳奥林匹克体育中心 |

| 9月29日 第27轮 | 北京理工大学          | 2-1 | 湖南湘涛 | 北京                      |
| 15:00          | 瓦特 66' · 韩光徽 86' |     | 73' 路姜 | 場館： 北京理工大学体育场 |

| 10月6日 第28轮 | 湖南湘涛     | 1-3 | 广东日之泉                         | 益阳                        |
| 19:30          | 诺拉雷斯 17' |     | 22'（点球）, 62' 尹鸿博 · 34' 史亮 | 場館： 益阳奥林匹克体育中心 |

| 10月20日 第29轮 | 重庆力帆                          | 3-0 | 湖南湘涛 | 重庆              |
| 14:00           | 布兰登 8' · 古托 37' · 张池明 77' |     |          | 場館： 涪陵体育场 |

| 10月28日 第30轮 | 湖南湘涛 | 0-3 | 深圳红钻                             | 长沙                  |
| 14:00           |          |     | 20' 巴巴卡 · 26' 丁海峰 · 41' 凌思浩 | 場館： 中南大学体育场 |

### 2012年中国足球甲级预备队联赛
2012年的中甲预备队联赛将伴随中甲联赛同时举行，此为中甲联赛首次举办预备队联赛。每一轮预备队联赛在中甲比赛日次日举办，赛程与中甲赛程一致。赛事采取南北分区赛制，南北各区分8个队参赛。同时中甲预备队联赛也有诸多规定：如果在赛中累计两次得到红牌则会被禁赛两场，第三次染红将直接取消比赛资格。中甲球队预备队可以上三名外援，并且允许上报五名没有在一线队中报名的队员，一场比赛可以有五个换人名额。

#### 前半赛季
| 4月1日 第1轮 | 湖南湘涛        | 2-0 | 福建骏豪 | 长沙              |
|              | 乌龙球 · 刘鑫瑜 |     |          | 場館： 东风体育场 |

| 4月29日 第2轮 | 重庆FC | 0-1 | 湖南湘涛 | 重庆 |
|               |        |     | 谢维超   |      |

| 5月13日 第3轮 | 武汉卓尔 | 1-1 | 湖南湘涛 | 武汉 |
|               | 瓦诺耶斯 |     | 程鹏     |      |

| 5月28日 第4轮 | 成都谢菲联 | 1-2 | 湖南湘涛        | 成都 |
|               | 伊格尔     |     | 卡多索 · 谢维超 |      |

| 6月17日 第5轮 | 广东日之泉              | 2-3 | 湖南湘涛                   | 广州 |
|               | 进球者空缺 · 进球者空缺 |     | 孙国梁 · 艾克热木 · 卡多索 |      |

| 6月24日 第6轮 | 湖南湘涛 | 1-1 | 重庆力帆 | 长沙              |
|               | 刘鑫瑜   |     | 王维成   | 場館： 东风体育场 |

| 7月1日 第7轮 | 深圳红钻   | 1-1 | 湖南湘涛 | 深圳 |
|              | 进球者暂缺 |     | 王钰洋   |      |

#### 后半赛季
| 7月22日 第8轮 | 福建骏豪                | 2-2 | 湖南湘涛        | 福州 |
|               | 进球者暂缺 · 进球者空缺 |     | 杨惠康 · 卡多索 |      |

| 8月19日 第9轮 | 湖南湘涛 | 1-2 | 重庆FC                  | 益阳                        |
|               | 刘鑫瑜   |     | 进球者暂缺 · 进球者暂缺 | 場館： 益阳奥林匹克体育中心 |

| 9月2日 第10轮 | 湖南湘涛   | 1-3 | 武汉卓尔                             | 益阳                        |
|               | 进球者暂缺 |     | 进球者暂缺 · 进球者暂缺 · 进球者暂缺 | 場館： 益阳奥林匹克体育中心 |

| 9月23日 第11轮 | 湖南湘涛 | 1-4 | 成都谢菲联                                        | 益阳                        |
|                | 卡多索   |     | 进球者暂缺 · 进球者暂缺 · 进球者暂缺 · 进球者暂缺 | 場館： 益阳奥林匹克体育中心 |

| 10月7日 第12轮 | 湖南湘涛                          | V | 广东日之泉              | 益阳                        |
|                | 刘玉圣 · 杨宝明 · 乌龙球 · 卡多索 |   | 进球者暂缺 · 进球者暂缺 | 場館： 益阳奥林匹克体育中心 |

| 10月21日 第13轮 | 重庆力帆   | 1-0 | 湖南湘涛 | 重庆                      |
|                 | 进球者空缺 |     |          | 場館： 重庆市涪陵区体育场 |

| 10月29日 第14轮 | 湖南湘涛 | 1-2 | 深圳红钻                             | 长沙              |
|                 | 程鹏     |     | 进球者空缺 · 进球者空缺 · 进球者空缺 | 場館： 东风体育场 |

### 2012年中国足协杯
- 2012年的中国足协杯计划将于2012年5月28日开幕。[28]湖南湘涛队第一轮轮空，直接晋级第二轮。

| 6月2日 第2轮 | 湖南湘涛 | 1-0 | 广东青年 | 长沙                  |
|              | 程鹏 86' |     |          | 場館： 中南大学体育场 |

| 6月27日 第3轮 | 广州富力                                               | 3-2 | 湖南湘涛                         | 广州                |
|               | 陈真 2'（乌龙球） · 达维·罗德里格斯·德·赫苏斯 61', 66' |     | 35' 克劳迪奥·卡多索 · 50' 白岳轩 | 場館： 越秀山体育场 |

## 球队统计

### 中甲联赛总积分
- 截止第30轮结束。

| 排名 | 球队     | 赛 | 胜 | 平 | 负 | 得 | 失 | 差 | 分 |
| ---- | -------- | -- | -- | -- | -- | -- | -- | -- | -- |
| 11   | 湖南湘涛 | 30 | 10 | 8  | 12 | 33 | 37 | -4 | 38 |

### 主场积分
- 截止第30轮结束。

| 球队     | 赛 | 胜 | 平 | 负 | 得 | 失 | 差 | 分 |
| -------- | -- | -- | -- | -- | -- | -- | -- | -- |
| 湖南湘涛 | 15 | 6  | 5  | 4  | 18 | 18 | 0  | 23 |

### 客场积分
- 截止第30轮结束。

| 球队     | 赛 | 胜 | 平 | 负 | 得 | 失 | 差 | 分 |
| -------- | -- | -- | -- | -- | -- | -- | -- | -- |
| 湖南湘涛 | 15 | 4  | 3  | 8  | 15 | 19 | -4 | 15 |

### 球队走势
| 轮次  | 1  | 2  | 3  | 4  | 5  | 6  | 7  | 8  | 9  | 10 | 11 | 12 | 13 | 14 | 15 | 16 | 17 | 18 | 19 | 20 | 21 | 22 | 23 | 24 | 25 | 26 | 27 | 28 | 29 | 30 |
| ----- | -- | -- | -- | -- | -- | -- | -- | -- | -- | -- | -- | -- | -- | -- | -- | -- | -- | -- | -- | -- | -- | -- | -- | -- | -- | -- | -- | -- | -- | -- |
| 主/客 | 主 | 主 | 主 | 主 | 客 | 主 | 客 | 主 | 客 | 主 | 客 | 主 | 客 | 主 | 客 | 客 | 客 | 客 | 客 | 主 | 客 | 主 | 客 | 主 | 客 | 主 | 客 | 主 | 客 | 主 |
| 赛果  | 胜 | 胜 | 胜 | 平 | 负 | 平 | 胜 | 平 | 负 | 胜 | 胜 | 平 | 胜 | 胜 | 平 | 平 | 负 | 负 | 胜 | 胜 | 平 | 平 | 负 | 负 | 负 | 负 | 负 | 负 | 负 | 负 |
| 积分  | 3  | 6  | 9  | 10 | 10 | 11 | 14 | 15 | 15 | 18 | 21 | 22 | 25 | 28 | 29 | 30 | 30 | 30 | 33 | 36 | 37 | 38 | 38 | 38 | 38 | 38 | 38 | 38 | 38 | 38 |
| 排名  | 3  | 1  | 1  | 2  | 3  | 5  | 2  | 2  | 4  | 4  | 3  | 3  | 2  | 2  | 2  | 2  | 3  | 4  | 2  | 2  | 2  | 3  | 3  | 4  | 5  | 7  | 8  | 8  | 9  | 11 |

### 中甲预备队联赛总积分（南区）
| 排名 | 球队     | 赛 | 胜 | 平 | 负 | 得 | 失 | 差 | 分 |
| ---- | -------- | -- | -- | -- | -- | -- | -- | -- | -- |
|      | 湖南湘涛 | 14 | 5  | 4  | 5  | 21 | 22 | -1 | 19 |

### 主场积分
| 球队     | 赛 | 胜 | 平 | 负 | 得 | 失 | 差 | 分 |
| -------- | -- | -- | -- | -- | -- | -- | -- | -- |
| 湖南湘涛 | 7  | 2  | 1  | 4  | 11 | 14 | -2 | 7  |

### 客场积分
| 球队     | 赛 | 胜 | 平 | 负 | 得 | 失 | 差 | 分 |
| -------- | -- | -- | -- | -- | -- | -- | -- | -- |
| 湖南湘涛 | 7  | 3  | 3  | 1  | 10 | 8  | 2  | 12 |

## 球员统计

### 出场次数统计

#### 联赛出场
- 截止第30轮结束。第27轮替补队员暂缺。

| 排名 | 号码 | 球员     | 国籍     | 出场次数 | 首发次数 | 替补上场次数 | 进球数（点球） |
| ---- | ---- | -------- | -------- | -------- | -------- | ------------ | -------------- |
|      | 19   | 马丁内斯 | 洪都拉斯 | 23       | 20       | 3            | 8（3）         |
|      | 8    | 路姜     | 中国     | 20       | 18       | 2            | 4              |
|      | 20   | 王琛     | 中国     | 22       | 7        | 15           | 2              |
|      | 17   | 王昊一   | 中国     | 28       | 28       |              |                |
|      | 5    | 曹驩     | 中国     | 26       | 26       |              |                |
|      | 15   | 诺拉雷斯 | 洪都拉斯 | 29       | 29       |              | 2              |
|      | 7    | 王庆     | 中国     | 22       | 19       | 3            |                |
|      | 11   | 董方卓   | 中国     | 26       | 20       | 6            | 7              |
|      | 14   | 白岳轩   | 中国     | 14       | 12       | 2            |                |
|      | 28   | 代钦华   | 中国     | 23       | 21       | 2            | 1              |
|      | 10   | 艾克热木 | 中国     | 19       | 8        | 11           | 3              |
|      | 12   | 恩里克斯 | 洪都拉斯 | 22       | 20       | 2            |                |
|      | 9    | 卡多索   | 乌拉圭   | 19       | 13       | 6            | 1              |
|      | 30   | 刘帅     | 中国     | 14       | 12       | 2            | 1              |
|      | 27   | 赵威     | 中国     | 16       | 11       | 5            |                |
|      | 6    | 杨宝明   | 中国     | 17       | 12       | 5            |                |
|      | 3    | 李欣     | 中国     | 10       | 3        | 7            |                |
|      | 24   | 王立春   | 中国     | 17       | 9        | 8            | 1              |
|      | 29   | 刘鑫瑜   | 中国     | 7        | 3        | 4            |                |
|      | 33   | 程鹏     | 中国     | 6        | 4        | 2            | 1              |
|      | 1    | 李实     | 中国     | 1        | 1        |              |                |
|      | 23   | 孔涛     | 中国     | 7        | 6        | 1            |                |
|      | 16   | 谢维超   | 中国     | 13       | 12       | 1            | 1              |
|      | 2    | 王钰洋   | 中国     | 4        | 4        |              |                |
|      | 31   | 彭景     | 中国     | 3        | 3        |              |                |
|      | 18   | 陈真     | 中国     | 1        | 1        |              |                |
|      | 5    | 刘玉圣   | 中国     | 3        | 3        |              |                |
|      | 25   | 穆旭     | 中国     | 1        | 1        |              |                |

#### 预备队联赛出场
- 因缺乏可靠的资料参考，统计存在较大误差。与福建骏豪预备队比赛的首发和替补上场阵容名单暂缺。与武汉卓尔预备队比赛的首发和替补上场阵容名单空缺。与成都谢菲联预备队比赛的首发和替补上场阵容名单空缺。与重庆力帆预备队比赛的首发和替补上场阵容名单空缺。

| 排名 | 号码 | 球员     | 国籍   | 出场次数 | 首发次数 | 替补上场次数 | 进球数（点球） |
| ---- | ---- | -------- | ------ | -------- | -------- | ------------ | -------------- |
|      | 1    | 李实     | 中国   | 9        | 9        |              |                |
|      | 3    | 李欣     | 中国   | 7        | 7        |              |                |
|      | 23   | 孔涛     | 中国   | 9        | 9        |              |                |
|      | 28   | 代钦华   | 中国   | 1        | 1        |              |                |
|      | 5    | 刘玉圣   | 中国   | 8        | 8        |              | 1              |
|      | 14   | 白岳轩   | 中国   | 4        | 3        | 1            |                |
|      | 27   | 赵威     | 中国   | 5        | 5        |              |                |
|      | 16   | 谢维超   | 中国   | 6        | 4        | 2            | 2              |
|      | 34   | 杨惠康   | 中国   | 8        | 8        |              | 1              |
|      | 2    | 王钰洋   | 中国   | 8        | 8        |              | 2              |
|      | 30   | 刘帅     | 中国   | 5        | 4        | 1            |                |
|      | 20   | 王琛     | 中国   | 2        | 2        |              |                |
|      | 9    | 卡多索   | 乌拉圭 | 4        | 4        |              | 5              |
|      | 25   | 穆旭     | 中国   | 2        | 1        | 2            |                |
|      | 29   | 刘鑫瑜   | 中国   | 8        | 4        | 4            | 3              |
|      | 18   | 陈真     | 中国   | 6        | 5        | 1            |                |
|      | 33   | 程鹏     | 中国   | 7        | 6        | 1            | 2（1）         |
|      | 31   | 彭景     | 中国   | 5        | 5        |              |                |
|      | 24   | 王立春   | 中国   | 5        | 5        |              |                |
|      | 26   | 孙国梁   | 中国   | 4        | 3        | 1            | 1              |
|      | 7    | 王庆     | 中国   | 2        | 2        |              |                |
|      | 6    | 杨宝明   | 中国   | 4        | 3        | 1            | 1              |
|      | 10   | 艾克热木 | 中国   | 1        | 1        |              | 1              |
|      | 42   | 韩臻     | 中国   | 2        | 1        | 1            |                |
|      | 41   | 邓子豪   | 中国   | 1        | 1        |              |                |

#### 足协杯出场
| 排名 | 号码 | 球员     | 国籍     | 出场次数 | 首发次数 | 替补上场次数 | 进球数 |
| ---- | ---- | -------- | -------- | -------- | -------- | ------------ | ------ |
|      | 9    | 卡多索   | 乌拉圭   | 1        | 1        |              | 1      |
|      | 1    | 李实     | 中国     | 1        | 1        |              |        |
|      | 25   | 穆旭     | 中国     | 1        | 1        |              |        |
|      | 1    | 诺拉雷斯 | 洪都拉斯 | 1        | 1        |              |        |
|      | 3    | 李欣     | 中国     | 2        | 2        |              |        |
|      | 5    | 刘玉圣   | 中国     | 2        | 1        | 1            |        |
|      | 33   | 程鹏     | 中国     | 2        | 1        | 1            | 1      |
|      | 24   | 王立春   | 中国     | 1        | 1        |              |        |
|      | 18   | 陈真     | 中国     | 2        | 2        |              |        |
|      | 23   | 孔涛     | 中国     | 2        | 2        |              |        |
|      | 30   | 刘帅     | 中国     | 1        | 1        |              |        |
|      | 34   | 杨惠康   | 中国     | 2        | 1        | 1            |        |
|      | 31   | 彭景     | 中国     | 2        | 2        |              |        |
|      | 29   | 刘鑫瑜   | 中国     | 1        | 1        |              |        |
|      | 8    | 路姜     | 中国     | 2        | 1        | 1            |        |
|      | 6    | 杨宝明   | 中国     | 1        |          | 1            |        |
|      | 7    | 王庆     | 中国     | 1        |          | 1            |        |
|      | 2    | 王钰洋   | 中国     | 1        | 1        |              |        |
|      | 14   | 白岳轩   | 中国     | 1        | 1        |              | 1      |

### 射手榜
- 截止联赛第30轮。

| 排名 | 球员     | 国籍     | 联赛入球数（点球） | 预备队联赛入球数（点球） | 足协杯入球数（点球） | 总进球数（点球） |
| ---- | -------- | -------- | ------------------ | ------------------------ | -------------------- | ---------------- |
|      | 马丁内斯 | 洪都拉斯 | 8（3）             |                          |                      | 8（3）           |
|      | 董方卓   | 中国     | 7                  |                          |                      | 7                |
|      | 卡多索   | 乌拉圭   | 1                  | 5                        | 1                    | 7                |
|      | 艾克热木 | 中国     | 3                  | 1                        |                      | 4                |
|      | 路姜     | 中国     | 4                  |                          |                      | 4                |
|      | 刘鑫渝   | 中国     |                    | 3                        |                      | 3                |
|      | 谢维超   | 中国     | 1                  | 2                        |                      | 3                |
|      | 王琛     | 中国     | 2                  |                          |                      | 2                |
|      | 程鹏     | 中国     | 1                  | 2                        | 1                    | 4                |
|      | 代钦华   | 中国     | 1                  |                          |                      | 1                |
|      | 刘帅     | 中国     | 1                  |                          |                      | 1                |
|      | 王立春   | 中国     | 1                  |                          |                      | 1                |
|      | 孙国梁   | 中国     |                    | 1                        |                      | 1                |
|      | 王钰洋   | 中国     |                    | 2                        |                      | 2                |
|      | 白岳轩   | 中国     |                    |                          | 1                    | 1                |
|      | 杨惠康   | 中国     |                    | 1                        |                      | 1                |
|      | 杨宝明   | 中国     |                    | 1                        |                      | 1                |
|      | 刘玉圣   | 中国     |                    | 1                        |                      | 1                |
|      | 诺拉雷斯 | 洪都拉斯 | 2                  |                          |                      | 2                |
|      | 乌龙球   |          | 2                  | 1                        |                      | 3                |
|      | 不详     |          | 1                  |                          |                      | 1                |
|      | 总进球数 |          | 32                 | 20                       | 3                    | 55               |